# Asociación Psicoanalítica Internacional
La Asociación Psicoanalítica Internacional (A.P.I.) (en inglés International Psychoanalytical Association (I.P.A.) y en alemán Internationale Psychoanalytische Vereinigung (I.P.V.)) es «el principal órgano regulatorio y de acreditación para el psicoanálisis en el mundo». La asociación fue fundada el 30 de marzo de 1910 en Núremberg por Sigmund Freud, Sándor Ferenczi y otros colaboradores. Se enmarca en los orígenes del desarrollo del psicoanálisis y su primer presidente fue Carl Gustav Jung, quien luego mostraría divergencias, las que tres años más tarde lo llevarían a su desvinculación de la corriente recién creada. 

## Fundamentos históricos
En 1902 Sigmund Freud invitó a cuatro colaboradores (Wilhelm Stekel, Alfred Adler, Max Kahane y Rudolf Reitler) para reunirse con él y comenzar a discutir sus trabajos teóricos y clínicos sobre la vida psíquica. Así formaron lo que denominaron la «Sociedad Psicológica del Miércoles», pues se reunían los miércoles de cada semana. En 1908 formaban parte de la sociedad 14 miembros, cambiándose su nombre por el de «Asociación Psicoanalítica Vienesa»; en ese mismo año ingresó en la sociedad Sándor Ferenczi. Además de los miembros, asistían a sus reuniones algunos invitados que más tarde llegaron a ser importantes psicoanalistas como Max Eitingon, Carl Gustav Jung, Karl Abraham o Ernest Jones, además de presidentes de la IPA.
En 1907 Jones visitó a Jung en Zúrich. Le sugeriría a este último crear un encuentro internacional para discutir, entre los colegas procedentes de distintos países, la teoría y la clínica del psicoanálisis. Freud recibió con agrado la propuesta, y fue él quién eligió Salzburgo como el mejor lugar para el encuentro proyectado. Jung llamó a este encuentro "Primer Congreso de Psicología Freudiana". Este primer encuentro se realizó en 1908 en Salzburgo  y aunque informal (dado que la API todavía no se había fundado oficialmente) es hoy reconocido como el primer «Congreso Internacional de Psicoanálisis», porque logró reunir a 42 "psicólogos freudianos" provenientes de seis países: Estados Unidos, Austria, Gran Bretaña, Alemania, Hungría y Suiza y porque discutió y resolvió el 27 de abril de 1908 la formación de una asociación internacional. En el siguiente congreso,  celebrado en Núremberg en marzo de 1910, se funda oficialmente la API. Sigmund Freud pensaba que la formación de una organización internacional era esencial para la salvaguarda y progreso del pensamiento e ideas del psicoanálisis por él fundado.

## La API hoy
Hoy la API es la organización psicoanalítica que acredita y regula el ejercicio del psicoanálisis en todo el mundo. Sus miembros proceden de más de 50 países, principalmente de Europa y América. Su misión es asegurar el vigor y desarrollo continuados del psicoanálisis en beneficio de los pacientes psicoanalíticos. Trabaja en asociación con 70 organizaciones miembros en 33 países para apoyar a sus 11.500 miembros. Sus objetivos son la creación de nuevos grupos psicoanalíticos, el estímulo del debate, la investigación, el desarrollo de políticas de capacitación y el establecimiento de vínculos con otros órganos. Organiza un gran Congreso bienal que está abierto a la participación de todos.

## Congresos internacionales
Los 23 primeros congresos de la API no tuvieron un tema específico.
| Número | Año  | Ciudad            | Presidente                 | Tema                                                                              |
| ------ | ---- | ----------------- | -------------------------- | --------------------------------------------------------------------------------- |
| 1      | 1908 | Salzburgo         |                            |                                                                                   |
| 2      | 1910 | Núremberg         | Carl Gustav Jung           |                                                                                   |
| 3      | 1911 | Weimar            | Carl Gustav Jung           |                                                                                   |
| 4      | 1913 | Múnich            | Carl Gustav Jung           |                                                                                   |
| 5      | 1918 | Budapest          | Karl Abraham               |                                                                                   |
| 6      | 1920 | La Haya           | Sándor Ferenczi            |                                                                                   |
| 7      | 1922 | Berlín            | Ernest Jones               |                                                                                   |
| 8      | 1924 | Salzburgo         | Ernest Jones               |                                                                                   |
| 9      | 1925 | Bad Homburg       | Karl Abraham/Eitingon      |                                                                                   |
| 10     | 1927 | Innsbruck         | Max Eitingon               |                                                                                   |
| 11     | 1929 | Oxford            | Max Eitingon               |                                                                                   |
| 12     | 1932 | Wiesbaden         | Max Eitingon               |                                                                                   |
| 13     | 1934 | Lucerna           | Ernest Jones               |                                                                                   |
| 14     | 1936 | Marienbad         | Ernest Jones               | Teoría de los efectos terapéuticos                                                |
| 15     | 1938 | París             | Ernest Jones               |                                                                                   |
| 16     | 1949 | Zúrich            | Ernest Jones               |                                                                                   |
| 17     | 1951 | Ámsterdam         | Leo Bartemeier             |                                                                                   |
| 18     | 1953 | Londres           | Heinz Hartmann             |                                                                                   |
| 19     | 1955 | Ginebra           | Heinz Hartmann             |                                                                                   |
| 20     | 1957 | París             | Heinz Hartmann             |                                                                                   |
| 21     | 1959 | Copenhague        | William H. Gillespie       |                                                                                   |
| 22     | 1961 | Edimburgo         | William H. Gillespie       |                                                                                   |
| 23     | 1963 | Estocolmo         | Maxwell Gitelson           |                                                                                   |
| 24     | 1965 | Ámsterdam         | Gillespie/Greenacre        | Tratamiento psicoanalítico de la neurosis obsesiva                                |
| 25     | 1967 | Copenhague        | P.J. van der Leeuw         | El acting out y su papel en el proceso psicoanalítico                             |
| 26     | 1969 | Roma              | P.J. van der Leeuw         | Nuevos desarrollos en psicoanálisis                                               |
| 27     | 1971 | Viena             | Leo Rangell                | El concepto psicoanalítico de la agresión                                         |
| 28     | 1973 | París             | Leo Rangell                | Transferencia e histeria hoy                                                      |
| 29     | 1975 | Londres           | Serge Lebovici             | Los cambios en la práctica psicoanalítica y la experiencia                        |
| 30     | 1977 | Jerusalén         | Serge Lebovici             | Los afectos y la situación psicoanalítica                                         |
| 31     | 1979 | Nueva York        | Edward D. Joseph           | Características clínicas en psicoanálisis                                         |
| 32     | 1981 | Helsinki          | Edward D. Joseph           | Desarrollo psíquico temprano tal como se refleja en el proceso psicoanalítico     |
| 33     | 1983 | Madrid            | Adam Limentani             | El psicoanalista en el trabajo                                                    |
| 34     | 1985 | Hamburgo          | Adam Limentani             | La identificación y sus vicisitudes                                               |
| 35     | 1987 | Montreal          | Robert S. Wallerstein      | Análisis terminable e interminable - 50 años después                              |
| 36     | 1989 | Roma              | Robert S. Wallerstein      | Puntos en común en psicoanálisis                                                  |
| 37     | 1991 | Buenos Aires      | Joseph Sandler             | Cambio psíquico                                                                   |
| 38     | 1993 | Ámsterdam         | Joseph Sandler             | La mente del psicoanalista - De la escucha a la interpretación                    |
| 39     | 1995 | San Francisco     | Ricardo Horacio Etchegoyen | La realidad psíquica - Su impacto en el analista y el paciente hoy                |
| 40     | 1997 | Barcelona         | Ricardo Horacio Etchegoyen | Psicoanálisis y sexualidad                                                        |
| 41     | 1999 | Santiago de Chile | Otto Kernberg              | El afecto en la teoría y la práctica                                              |
| 42     | 2001 | Niza              | Otto Kernberg              | Psicoanálisis - Método y aplicación                                               |
| 43     | 2004 | Nueva Orleans     | Daniel Widlöcher           | Trabajando en las fronteras                                                       |
| 44     | 2005 | Río de Janeiro    | Daniel Widlöcher           | Trauma: nuevos desarrollos en psicoanálisis                                       |
| 45     | 2007 | Berlín            | Cláudio Laks Eizirik       | Recordar, repetir y resolver en psicoanálisis & cultura hoy                       |
| 46     | 2009 | Chicago           | Cláudio Laks Eizirik       | Práctica psicoanalítica - Convergencias y divergencias                            |
| 47     | 2011 | México, D. F.     | Charles Hanly              | Explorando conceptos fundamentales: sexualidad, sueños y el inconsciente          |
| 48     | 2013 | Praga             | Charles Hanly              | Frente al dolor: experiencia clínica y desarrollo del conocimiento psicoanalítico |
| 49     | 2015 | Boston            | Stefano Bolognini          | Mundo cambiante: la forma y el uso de las herramientas psicoanalíticas hoy        |
| 50     | 2017 | Buenos Aires      | Stefano Bolognini          | Intimidad                                                                         |
| 51     | 2019 | Londres           | Virginia Ungar             | Lo femenino                                                                       |
| 52     | 2021 | Vancouver         | Virginia Ungar             | Lo infantil: sus múltiples dimensiones                                            |
| 53     | 2023 | Cartagena         | Harriet Wolfe              | La mente en la línea de fuego                                                     |
| 54     | 2025 | Lisboa            | Harriet Wolfe              | Psicoanálisis: un ancla en tiempos caóticos                                       |